# I liga chilijska w piłce nożnej (2002)
I liga chilijska w piłce nożnej (2002)
Pierwszy raz w dziejach ligi chilijskiej w jednym sezonie rozegrano dwa turnieje mistrzowskie - pierwszy o nazwie Apertura (turniej otwarcia) i drugi o nazwie Clausura (turniej zamknięcia).
Mistrzem Chile turnieju Apertura został klub CD Universidad Católica, natomiast wicemistrzem Chile - CSD Rangers.
Mistrzem Chile turnieju Clausura został klub CSD Colo-Colo, natomiast wicemistrzem Chile - CD Universidad Católica.
Do Copa Libertadores w roku 2003 zakwalifikowały się następujące kluby:
- CD Universidad Católica - mistrz Chile turnieju Apertura
- CSD Colo-Colo - mistrz Chile turnieju Clausura
- Cobreloa - wygrana w turnieju kwalifikacyjnym

Do Copa Sudamericana w roku 2002 zakwalifikowały się następujące kluby:
- Cobreloa - Liguilla Pre-Copa Sudamericana
- Santiago Wanderers - Liguilla Pre-Copa Sudamericana

Do II ligi spadły 2 kluby:
- Concepción - przedostatni w tabeli sumarycznej
- Santiago Morning - ostatni w tabeli sumarycznej

Do I ligi awansowały 2 kluby:
- Puerto Montt - mistrz drugiej ligi
- Universidad Concepción - wicemistrz drugiej ligi

## Torneo Apertura 2002

### Apertura 1
| Data           | Mecz |
| -------------- | --- |
| 16 lutego 2002 | Audax Italiano - Temuco 2:1 César Yáñez 6k, Alejandro Ulises Carrasco 84 - Juan Quiroga 30k                                                       |
| 16 lutego 2002 | Unión San Felipe - CD Huachipato 0:1 Jhonny Chaparro 36s                                                                                          |
| 16 lutego 2002 | Santiago Wanderers - Unión Española 4:1 Jorge Andrés Ormeño 1, Joel Antonio Soto 39, 49, Héctor Robles 92k - José Luis Sierra 75                  |
| 16 lutego 2002 | Cobreloa - CD Palestino 1:3 Rodrigo Antonio Pérez 87 - Nelson Lizana 2, Esteban Andrés Valencia 32, Ángel Rodrigo Carreño 58                      |
| 17 lutego 2002 | CSD Rangers - Club Universidad de Chile 2:0 Luis Díaz 62, 67k                                                                                     |
| 17 lutego 2002 | Santiago Morning - CD Cobresal 1:2 Carlos Arturo Cáceres 2 - André Gómez 9, Jorge Baeza 26                                                        |
| 17 lutego 2002 | CSD Colo-Colo - Coquimbo Unido 4:1 Sebastián Ignacio González 29k, 61, Alonso Patricio Zúñiga 68, Marcelo Fabián Espina 78k - Richard Zambrano 53 |
| 18 lutego 2002 | Concepción - CD Universidad Católica 1:2 Germán Vera 52 - Arturo Norambuena 9, Patricio Ormazábal 65                                              |

### Apertura 2
| Data           | Mecz |
| -------------- | --- |
| 23 lutego 2002 | Cobreloa - Audax Italiano 2:1 Mauricio Dinamarca 5, Juan Carlos Madrid 17 - Alejandro Ulises Carrasco 34                                                             |
| 23 lutego 2002 | CD Palestino - Concepción 4:3 Nelson Lizana 48, Esteban Andrés Valencia 70, Óscar Díaz 84, Roberto Bishara 91 - Gabriel Alejandro Vargas 34, Rodrigo Sanhueza 64, 86 |
| 23 lutego 2002 | Unión Española - Santiago Morning 1:1 José Luis Sierra 30k - Carlos Arturo Cáceres 12                                                                                |
| 23 lutego 2002 | Club Universidad de Chile - Unión San Felipe 2:0 Luis Enrique Rueda 69, Pedro González 75                                                                            |
| 24 lutego 2002 | CD Universidad Católica - CSD Colo-Colo 3:1 Miguel Ramírez 31, 78k, Jorge Luis Campos 70 - Sebastián Ignacio González 90                                             |
| 24 lutego 2002 | Coquimbo Unido - Santiago Wanderers 3:0 Héctor Santibáñez 26, Juan Luis González 32, Axel Ahumada 78                                                                 |
| 24 lutego 2002 | CD Cobresal - CSD Rangers 3:1 Jorge Baeza 24, 26, Cristián Chaparro 59 - Luis Díaz 80                                                                                |
| 24 lutego 2002 | CD Huachipato - Temuco 2:3 Rodrigo Millar 6, Luis Ceballos 52k - Juan Quiroga 53k, Manuel Abréu 67, Richard Olivares 90                                              |

### Apertura 3
| Data         | Mecz |
| ------------ | --- |
| 2 marca 2002 | Audax Italiano - CD Huachipato 2:1 Mauricio Cataldo 29, Marco Andrés Olea 43 - Luis Ceballos 19                                      |
| 2 marca 2002 | Unión San Felipe - CD Cobresal 4:1 Cristián Leiva 18, Francis Ferrero 40k, 47, 60 - Jorge Baeza 38                                   |
| 2 marca 2002 | Concepción - Cobreloa 1:1 Daniel Campos 60 - Patricio Sebastián Galaz 87                                                             |
| 2 marca 2002 | Temuco - Club Universidad de Chile 1:3 Juan Quiroga 87k - Luis Enrique Rueda 13, Gamadiel Adrián García 77, Darío Gabriel Cabrol 90k |
| 2 marca 2002 | CSD Rangers - Unión Española 2:0 Luis Díaz 16k, Rubén Vallejos 62                                                                    |
| 2 marca 2002 | Santiago Morning - Coquimbo Unido 0:1 Ítalo Díaz 20                                                                                  |
| 3 marca 2002 | Santiago Wanderers - CD Universidad Católica 1:1 Joel Antonio Soto 15 - Pablo Javier Lenci 78                                        |
| 3 marca 2002 | CSD Colo-Colo - CD Palestino 1:1 Luis Ignacio Quinteros 53 - Héctor Santiago Tapia 58                                                |

### Apertura 4
| Data          | Mecz |
| ------------- | --- |
| 9 marca 2002  | Concepción - Audax Italiano 0:1 Alejandro Ulises Carrasco 10                                                                                    |
| 9 marca 2002  | Cobreloa - CSD Colo-Colo 0:2 Luis Ignacio Quinteros 20, 47                                                                                      |
| 9 marca 2002  | Coquimbo Unido - CSD Rangers 2:2 Ítalo Díaz 27, Juan Luis González 68 - Luis Francisco Guajardo 25, Marcos González 85                          |
| 9 marca 2002  | Unión Española - Unión San Felipe 3:1 Pedro Acevedo 20, Freddy Vilches 53, Juan Pablo Úbeda 89 - Paolo Vivar 6                                  |
| 10 marca 2002 | CD Palestino - Santiago Wanderers 1:0 Roberto Kettlún 53                                                                                        |
| 10 marca 2002 | CD Universidad Católica - Santiago Morning 2:3 Milovan Mirosevic 31, Arturo Norambuena 61 - Carlos Arturo Cáceres 50, 70, Franco Quiroz 75      |
| 10 marca 2002 | CD Cobresal - Temuco 2:4 Patricio Reyes 11, Cristián Omar Tapia 30 - Juan Quiroga 14, Iván Marcelo Álvarez 34, Manuel Abréu 85, 89              |
| 10 marca 2002 | Club Universidad de Chile - CD Huachipato 3:2 Sebastián Pardo 4, Gamadiel Adrián García 38, César Henríquez 94 - Sergio Alejandro Gioino 21, 33 |

### Apertura 5
| Data          | Mecz |
| ------------- | --- |
| 16 marca 2002 | Unión San Felipe - Coquimbo Unido 0:1 Hugo Bravo 49                                                                    |
| 16 marca 2002 | Santiago Morning - CD Palestino 1:1 Leonardo Esteban Monje 80 - Héctor Santiago Tapia 20                               |
| 16 marca 2002 | CSD Colo-Colo - Concepción 2:0 Luis Ignacio Quinteros 50, Sebastián Ignacio González 81                                |
| 17 marca 2002 | Audax Italiano - Club Universidad de Chile 2:1 Alejandro Ulises Carrasco 30, Salvador Cabañas 52 - Mauricio Pinilla 65 |
| 17 marca 2002 | CD Huachipato - CD Cobresal 3:1 Rodrigo Millar 30, Sergio Alejandro Gioino 50, 64 - Patricio Reyes 68                  |
| 17 marca 2002 | Temuco - Unión Española 0:0                                                                                            |
| 17 marca 2002 | CSD Rangers - CD Universidad Católica 3:1 Rubén Vallejos 40, Mauricio Risso 82, Luis Díaz 87 - Carlos Verdugo 42       |
| 17 marca 2002 | Santiago Wanderers - Cobreloa 0:3 Patricio Sebastián Galaz 33, 48, Juan Carlos Madrid 82                               |

### Apertura 6
| Data          | Mecz |
| ------------- | --- |
| 23 marca 2002 | CD Palestino - CSD Rangers 0:0 |
| 23 marca 2002 | CD Universidad Católica - Unión San Felipe 2:1 Arturo Norambuena 78, Milovan Mirosevic 83 - Fabrizio Martelossi 60                                                                     |
| 23 marca 2002 | Coquimbo Unido - Temuco 3:0 Juan Luis González 10, Richard Zambrano 12, Eduardo Pinto 90                                                                                               |
| 23 marca 2002 | Unión Española - CD Huachipato 4:1 José Luis Jerez 4, Víctor Fuentes 38, David Candia 41, José Luis Sierra 68 - Sergio Alejandro Gioino 26                                             |
| 24 marca 2002 | CSD Colo-Colo - Audax Italiano 3:0 Marcelo Fabián Espina 42, 48, Marcelo Pablo Barticciotto 83                                                                                         |
| 24 marca 2002 | Concepción - Santiago Wanderers 0:3 Joel Antonio Soto 41, 75, Silvio Fernández 49 |
| 24 marca 2002 | Cobreloa - Santiago Morning 3:3 Juan Carlos Madrid 8, Patricio Sebastián Galaz 32, Cristián Alejandro Gómez 49 - Fernando Patricio Martel 24k, Gonzalo Villagra 41, Patricio Leyton 80 |
| 24 marca 2002 | CD Cobresal - Club Universidad de Chile 3:2 Raúl Chaparro 50, Rodrigo Stalteri 68, 87 - Gonzalo Martínez 47s, Mauricio Pinilla 78                                                      |

### Apertura 7
| Data          | Mecz |
| ------------- | --- |
| 30 marca 2002 | Club Universidad de Chile - Unión Española 2:0 Luis Enrique Rueda 70, Pedro González 79                                                                           |
| 30 marca 2002 | Temuco - CD Universidad Católica 3:3 Iván Marcelo Álvarez 38, Manuel Abréu 45, Juan Quiroga 58k - Miguel Ramírez 50k, Arturo Norambuena 69, Iván César Gabrich 88 |
| 30 marca 2002 | Unión San Felipe - CD Palestino 2:2 Paolo Vivar 78, Fabrizio Martelossi 85 - Roberto Kettlún 32, Héctor Santiago Tapia 83                                         |
| 30 marca 2002 | CSD Rangers - Cobreloa 3:1 Juan Beltrand 35, Luis Díaz 46, Darwin Pérez 64 - Osvaldo Francisco Canobbio 15                                                        |
| 31 marca 2002 | Audax Italiano - CD Cobresal 1:1 Marco Andrés Olea 44 - Jorge Gálvez 30                                                                                           |
| 31 marca 2002 | CD Huachipato - Coquimbo Unido 3:1 Denis Montecinos 26, Luis Ceballos 56k, Sergio Alejandro Gioino 71 - Richard Zambrano 60k                                      |
| 31 marca 2002 | Santiago Morning - Concepción 2:1 César Antonio Díaz 49, Franco Quiroz 75 - Gabriel Alejandro Vargas 1                                                            |
| 31 marca 2002 | Santiago Wanderers - CSD Colo-Colo 3:1 Arturo Sanhueza 37, Silvio Fernández 81, 90k - Sebastián Ignacio González 20                                               |

### Apertura 8
| Data            | Mecz |
| --------------- | --- |
| 6 kwietnia 2002 | CD Palestino - Temuco 2:2 Rodrigo Ríos 40, Fernando Agustín López 65 - Hugo Droguett 11, Juan Quiroga 37                   |
| 6 kwietnia 2002 | CD Universidad Católica - CD Huachipato 2:2 Daniel Pérez 40, Miguel Ramírez 85k - Manuel López 61, Mauricio Torrico 78     |
| 6 kwietnia 2002 | Unión Española - CD Cobresal 3:2 José Luis Sierra 13k, Fernando Vergara 52k, 62 - Cristián Chaparro 2, Rodrigo Stalteri 38 |
| 7 kwietnia 2002 | Santiago Wanderers - Audax Italiano 2:1 Christian Gálvez Núñez 10, Silvio Fernández 37 - Marco Andrés Olea 55              |
| 7 kwietnia 2002 | Concepción - CSD Rangers 1:0 Rodrigo Sanhueza 15                                                                           |
| 7 kwietnia 2002 | Cobreloa - Unión San Felipe 1:1 Osvaldo Francisco Canobbio 33 - Carlos Barraza 3                                           |
| 7 kwietnia 2002 | Coquimbo Unido - Club Universidad de Chile 0:2 Darío Gabriel Cabrol 72, Marcelo Enrique Corrales 90                        |
| 8 kwietnia 2002 | CSD Colo-Colo - Santiago Morning 2:1 Sebastián Ignacio González 21, Nicolás Martin Tagliani 79 - Osvaldo Gullace 60        |

### Apertura 9
| Data             | Mecz |
| ---------------- | --- |
| 13 kwietnia 2002 | Unión San Felipe - Concepción 3:1 Miguel Romero 11, Sebastián Alejandro Rocco 49, José Omar Fuentes 71 - Juan Cruz 45 |
| 13 kwietnia 2002 | CD Cobresal - Coquimbo Unido 1:1 Rodrigo Stalteri 73 - Axel Ahumada 13                                                |
| 13 kwietnia 2002 | Audax Italiano - Unión Española 1:0 Mauricio Cataldo 73                                                               |
| 13 kwietnia 2002 | Temuco - Cobreloa 3:1 Manuel Abréu 60, Juan Quiroga 75, Eduardo Díaz 92 - Patricio Sebastián Galaz 90k                |
| 14 kwietnia 2002 | Club Universidad de Chile - CD Universidad Católica 1:1 César Henríquez 3 - Rodrigo Barrera 46                        |
| 14 kwietnia 2002 | Santiago Morning - Santiago Wanderers 0:1 Joel Antonio Soto 78                                                        |
| 14 kwietnia 2002 | CD Huachipato - CD Palestino 2:2 Ariel Macia 15s, Carlos Castilla 80 - Nelson Lizana 20, Rodrigo Ríos 73              |
| 14 kwietnia 2002 | CSD Rangers - CSD Colo-Colo 2:0 Matías Guerrero 30, Gustavo Adrián Semino 93k                                         |

### Apertura 10
| Data             | Mecz |
| ---------------- | --- |
| 20 kwietnia 2002 | CD Palestino - Club Universidad de Chile 1:1 Luis Esteban Oyarzún 59 - Gamadiel Adrián García 80                                                                                 |
| 20 kwietnia 2002 | CSD Colo-Colo - Unión San Felipe 3:1 Sebastián Ignacio González 6, Luis Ignacio Quinteros 38, Alonso Patricio Zúñiga 57 - Francis Ferrero 45                                     |
| 20 kwietnia 2002 | Cobreloa - CD Huachipato 2:0 Rodrigo Corrales 26, Mauricio Dinamarca 69 |
| 21 kwietnia 2002 | CD Universidad Católica - CD Cobresal 7:0 Miguel Andrés Ponce 15, Arturo Norambuena 18, 74, Rodrigo Barrera 53, Milovan Mirosevic 60, Iván César Gabrich 66, Mauricio Segovia 90 |
| 21 kwietnia 2002 | Coquimbo Unido - Unión Española 1:0 Axel Ahumada 25 |
| 21 kwietnia 2002 | Concepción - Temuco 1:2 Jorge Torres 51k - Manuel Abréu 57, Rubén Darío Ferrer 62k                                                                                               |
| 21 kwietnia 2002 | Santiago Morning - Audax Italiano 2:0 Andrés Patricio Oroz 52, Leonardo Esteban Monje 76                                                                                         |
| 21 kwietnia 2002 | Santiago Wanderers - CSD Rangers 1:1 Joel Antonio Soto 23 - Gustavo Adrián Semino 56                                                                                             |

### Apertura 11
| Data             | Mecz |
| ---------------- | --- |
| 27 kwietnia 2002 | Audax Italiano - Coquimbo Unido 2:1 César Yáñez 27, Salvador Cabañas 41 - Andrés Bayas 78                                                                                            |
| 27 kwietnia 2002 | Temuco - CSD Colo-Colo 1:1 Rubén Darío Ferrer 50 - Marcelo Fabián Espina 31 |
| 27 kwietnia 2002 | Unión San Felipe - Santiago Wanderers 3:0 Cristián Leiva 40, Francis Ferrero 50, Miguel Ángel Romero 85                                                                              |
| 28 kwietnia 2002 | Unión Española - CD Universidad Católica 0:2 Arturo Norambuena 47, 70 |
| 28 kwietnia 2002 | CD Cobresal - CD Palestino 2:3 Rodrigo Stalteri 29, Ramón Castillo 87 - Héctor Santiago Tapia 31k, 70, Esteban Andrés Valencia 44                                                    |
| 28 kwietnia 2002 | Club Universidad de Chile - Cobreloa 4:2 Nelson Alejandro Pinto 1, Sebastián Pardo 51, Alex Von Schwedler 58, Pedro González 78 - Osvaldo Francisco Canobbio 45, John Valladares 53s |
| 28 kwietnia 2002 | CD Huachipato - Concepción 3:1 Luis Ceballos 22, Sergio Alejandro Gioino 53, Carlos Castilla 61 - Fernando Rodríguez 7                                                               |
| 28 kwietnia 2002 | CSD Rangers - Santiago Morning 2:1 Rubén Vallejos 27, Gustavo Adrián Semino 71 - Álvaro Andrés Ormeño 69                                                                             |

### Apertura 12
| Data        | Mecz |
| ----------- | --- |
| 4 maja 2002 | Santiago Morning - Unión San Felipe 0:1 Francis Ferrero 70                                                                               |
| 4 maja 2002 | Santiago Wanderers - Temuco 3:2 Rodrigo Fabián Núñez 18, Cristián Gálvez 24, Juan Luis Lobos 79 - Rubén Darío Ferrer 9, Hugo Droguett 90 |
| 4 maja 2002 | Concepción - Club Universidad de Chile 2:2 Fernando Rodríguez 29, Jorge Aiello 74 - Luis Enrique Rueda 83, 88                            |
| 4 maja 2002 | CD Palestino - Unión Española 4:0 Roberto Castillo 11, Héctor Santiago Tapia 18, Rodrigo Ríos 32, Esteban Andrés Valencia 45             |
| 5 maja 2002 | CSD Rangers - Audax Italiano 0:0 |
| 5 maja 2002 | CSD Colo-Colo - CD Huachipato 1:1 Raúl Andrés Muñoz 66 - Carlos Castilla 16                                                              |
| 5 maja 2002 | Cobreloa - CD Cobresal 2:0 Osvaldo Francisco Canobbio 73, 83                                                                             |
| 5 maja 2002 | CD Universidad Católica - Coquimbo Unido 5:0 Rodrigo Barrera 14, Pablo Javier Lenci 26, Milovan Mirosevic 55, 62, Jorge Luis Campos 86   |

### Apertura 13
| Data         | Mecz |
| ------------ | --- |
| 11 maja 2002 | Unión San Felipe - CSD Rangers 2:0 Gonzalo Favre 45s, Francis Ferrero 47                                                                                              |
| 11 maja 2002 | Club Universidad de Chile - CSD Colo-Colo 0:3 Luis Ignacio Quinteros 9, Francisco Huaiquipán 54, 88                                                                   |
| 12 maja 2002 | Audax Italiano - CD Universidad Católica 1:2 Marco Andrés Olea 56 - Arturo Norambuena 53, Daniel Pérez 72                                                             |
| 12 maja 2002 | Temuco - Santiago Morning 4:2 Rubén Darío Ferrer 42, Roberto Cáceres 45, Iván Marcelo Álvarez 69, Richard Olivares 70 - Andrés Patricio Oroz 31, Patricio Almendra 88 |
| 12 maja 2002 | CD Cobresal - Concepción 1:2 Cristián Chaparro 89k - Cristián Green 44s, Rodrigo Sanhueza 55                                                                          |
| 12 maja 2002 | Coquimbo Unido - CD Palestino 0:0 |
| 12 maja 2002 | CD Huachipato - Santiago Wanderers 0:3 Cristián Gálvez 18, Silvio Fernández 81k, Joel Antonio Soto 85                                                                 |
| 12 maja 2002 | Unión Española - Cobreloa 3:2 José Luis Jerez 20, Juan Pablo Úbeda 71, Víctor Fuentes 90 - Marcos Bautista 44, Fernando Cornejo 64                                    |

### Apertura 14
| Data         | Mecz |
| ------------ | --- |
| 18 maja 2002 | Concepción - Unión Española 1:0 Fernando Rodríguez 71 |
| 18 maja 2002 | Unión San Felipe - Audax Italiano 2:2 Cristián Leiva 76, Fabián Muñoz 78 - Néstor Contreras 20, César Yáñez 34k                                                                            |
| 18 maja 2002 | Santiago Morning - CD Huachipato 5:2 Patricio Ávila 10, Franco Quiroz 12, Patricio Almendra 31, César Antonio Díaz 51, Fernando Patricio Martel 66k - Rodrigo Millar 26, Franco Quiroz 76s |
| 18 maja 2002 | CSD Colo-Colo - CD Cobresal 2:0 Luis Ignacio Quinteros 50, 91 |
| 19 maja 2002 | CD Palestino - CD Universidad Católica 2:4 Héctor Santiago Tapia 39, Esteban Andrés Valencia 52 - Milovan Mirosevic 37, Miguel Ramírez 43, Fernando Agustín López 57s, Daniel Pérez 60     |
| 19 maja 2002 | Cobreloa - Coquimbo Unido 4:0 Osvaldo Francisco Canobbio 12, Juan Carlos Madrid 25, Pablo Andrés Abdala 44, Francisco Gómez 75                                                             |
| 19 maja 2002 | Santiago Wanderers - Club Universidad de Chile 3:3 Joel Antonio Soto 10, Silvio Fernández 27k, Jaime Eduardo Riveros 92 - Mauricio Pinilla 21, 29, Luis Enrique Rueda 77                   |
| 19 maja 2002 | CSD Rangers - Temuco 2:2 Mauricio Risso 68, Luis Francisco Guajardo 86 - Rubén Darío Ferrer 18, Juan Quiroga 65                                                                            |

### Apertura 15
| Data         | Mecz |
| ------------ | --- |
| 25 maja 2002 | Coquimbo Unido - Concepción 2:3 Hugo Bravo 27, Richard Zambrano 89k - Jorge Torres 40k, Aland Rivera 55, Rodrigo Sanhueza 67                                    |
| 26 maja 2002 | CD Cobresal - Santiago Wanderers 0:0 |
| 26 maja 2002 | CD Huachipato - CSD Rangers 1:1 Rodrigo Millar 37 - Mauricio Risso 48                                                                                           |
| 26 maja 2002 | Temuco - Unión San Felipe 5:0 Rubén Darío Ferrer 44, Juan Quiroga 49k, 80k, Eduardo Díaz 70, Iván Marcelo Álvarez 75                                            |
| 27 maja 2002 | Audax Italiano - CD Palestino 2:3 Salvador Cabañas 14, César Yáñez 75k - Rodrigo Ríos 34, 72, Ariel Macia 77                                                    |
| 27 maja 2002 | CD Universidad Católica - Cobreloa 3:3 Daniel Pérez 31, Arturo Norambuena 51, 62k - Mauricio Dinamarca 27, Fernando Cornejo 72, Albert Alejandro Acevedo 85s    |
| 27 maja 2002 | Unión Española - CSD Colo-Colo 2:3 José Luis Sierra 10, José Luis Jerez 28 - Sebastián Ignacio González 3, Luis Ignacio Quinteros 57k, Marcelo Fabián Espina 72 |
| 28 maja 2002 | Club Universidad de Chile - Santiago Morning 2:1 Marcelo Enrique Corrales 63, Waldo Ponce 80 - Francisco Cañete 38                                              |

### Tabele końcowe turnieju Apertura 2002
Choć wszystkie kluby pierwszej ligi grały ze sobą każdy z każdym, to o mistrzostwie nie decydowała ogólna tabela. Kluby zostały wcześniej podzielone na 4 grupy. O awansie do następnej rundy decydowało najpierw miejsce w grupie, a dopiero potem dorobek punktowo-bramkowy. Do następnej rundy awansowało 12 klubów - po 3 najlepsze w każdej grupie.

#### Grupa A
| Poz | Klub               | Mecze | Zw | Rem | Por | Pkt | BrZd | BrStr |
| --- | ------------------ | ----- | -- | --- | --- | --- | ---- | ----- |
| 1   | Santiago Wanderers | 15    | 7  | 4   | 4   | 25  | 24   | 20    |
| 2   | CD Huachipato      | 15    | 4  | 4   | 7   | 16  | 24   | 31    |
| 3   | Santiago Morning   | 15    | 4  | 3   | 8   | 15  | 23   | 25    |
| 4   | CD Cobresal        | 15    | 3  | 3   | 9   | 12  | 19   | 36    |

#### Grupa B
| Poz | Klub                    | Mecze | Zw | Rem | Por | Pkt | BrZd | BrStr |
| --- | ----------------------- | ----- | -- | --- | --- | --- | ---- | ----- |
| 1   | CD Universidad Católica | 15    | 8  | 5   | 2   | 29  | 40   | 22    |
| 2   | CD Palestino            | 15    | 6  | 8   | 1   | 26  | 29   | 21    |
| 3   | Temuco                  | 15    | 6  | 5   | 4   | 23  | 33   | 27    |
| 4   | Audax Italiano          | 15    | 6  | 3   | 6   | 21  | 18   | 21    |

#### Grupa C
| Poz | Klub                      | Mecze | Zw | Rem | Por | Pkt | BrZd | BrStr |
| --- | ------------------------- | ----- | -- | --- | --- | --- | ---- | ----- |
| 1   | Club Universidad de Chile | 15    | 7  | 4   | 4   | 25  | 28   | 23    |
| 2   | CSD Rangers               | 15    | 6  | 6   | 3   | 24  | 21   | 15    |
| 3   | Cobreloa                  | 15    | 5  | 4   | 6   | 19  | 28   | 27    |
| 4   | Concepción                | 15    | 4  | 2   | 9   | 14  | 18   | 28    |

#### Grupa D
| Poz | Klub             | Mecze | Zw | Rem | Por | Pkt | BrZd | BrStr |
| --- | ---------------- | ----- | -- | --- | --- | --- | ---- | ----- |
| 1   | CSD Colo-Colo    | 15    | 9  | 3   | 3   | 30  | 29   | 16    |
| 2   | Unión San Felipe | 15    | 5  | 3   | 7   | 18  | 21   | 24    |
| 3   | Coquimbo Unido   | 15    | 5  | 3   | 7   | 18  | 17   | 26    |
| 4   | Unión Española   | 15    | 4  | 2   | 9   | 14  | 17   | 27    |

Najlepszy w fazie ligowej klub CSD Colo-Colo zakwalifikował się do turnieju Liguilla, którego celem było wyłonienie trzeciego klubu reprezentującego Chile w Copa Libertadores 2003.

### 1/8 finału
O awansie decydowała różnica punktów, a nie bramek, dlatego wobec równej liczby punktów w dwumeczu zarządzana była dogrywka, która decydowała o awansie. Jeśli w dogrywce obie drużyny uzyskały taką samą ilość bramek, o awansie decydowały rzuty karne.
| CD Huachipato - CD Universidad Católica 1:0 i 0:2, dogrywka: 0:1 1 01.06 2002 1:0 Luis Medina 83 2 09.06 2002 0:1 Milovan Mirosevic 39, 0:2 Rodrigo Barrera 71 3 dogrywka 0:1 Iván César Gabrich 109 |
| Coquimbo Unido - CD Palestino 0:2 i 0:0 1 01.06 2002 0:1 Rodrigo Ríos 43, 0:2 Yerko Darlic 79 2 08.06 2002 0:0 |
| Cobreloa - Santiago Wanderers 2:1 i 1:3, dogrywka: 0:0, karne 4:3 1 01.06 2002 1:0 Osvaldo Francisco Canobbio 41k, 1:1 Joel Antonio Soto 54, 2:1 Osvaldo Francisco Canobbio 74 2 09.06 2002 1:0 Osvaldo Francisco Canobbio 6, 1:1 Silvio Fernández 39k, 1:2 Jaime Eduardo Riveros 55, 1:3 Joel Antonio Soto 67 3 dogrywka 0:0 |
| Santiago Morning - CSD Colo-Colo 0:4 i 2:6 1 02.06 2002 0:1 Raúl Andrés Muñoz 22, 0:2 Sebastián Ignacio González 53, 0:3 Sebastián Ignacio González 66, 0:4 Alonso Patricio Zúñiga 71 2 08.06 2002 0:1 Luis Ignacio Quinteros 1, 0:2 Marcelo Fabián Espina 24, 1:2 Carlos Arturo Cáceres 34, 1:3 Sebastián Ignacio González 44, 2:3 Fernando Patricio Martel 45k, 2:4 Sebastián Ignacio González 48, 2:5 Luis Ignacio Quinteros 55, 2:6 Luis Ignacio Quinteros 60 |
| Unión San Felipe - Club Universidad de Chile 2:1 i 1:5, dogrywka: 0:1 1 02.06 2002 0:1 Mauricio Pinilla 23, 1:1 Francis Ferrero 57k, 2:1 Miguel Romero 78 2 08.06 2002 0:1 Gamadiel Adrián García 5, 1:1 Carlos Barraza 19, 1:2 Luis Enrique Rueda 25, 1:3 Luis Enrique Rueda 27, 1:4 Luis Enrique Rueda 50, 1:5 Mauricio Pinilla 68 3 dogrywka 0:1 Luis Enrique Rueda 106                                                                                        |
| Temuco - CSD Rangers 1:2 i 2:1, dogrywka: 0:1 1 02.06 2002 1:0 Juan Quiroga 12k, 1:1 Rubén Vallejos 26, 1:2 Marcio dos Santos 73 2 08.06 2002 1:0 Iván Marcelo Álvarez 9, 2:0 Juan Quiroga 42k, 2:1 Mauricio Risso 45 3 dogrywka 0:1 Luis Díaz 96 |

Do ćwierćfinału obok 6 zwycięzców awansowały dwa przegrane kluby z najlepszym dorobkiem punktowo-bramkowym - Temuco i Santiago Wanderers.

### 1/4 finału
Przy równym bilansie bramkowym o awansie decydowała większa liczba bramek zdobytych na wyjeździe
| CSD Rangers - CD Palestino 0:0 i 1:1 1 11.06 2002 0:0 2 15.06 2002 0:1 Óscar Díaz 35, 1:1 Luis Díaz 45k |
| Temuco - CD Universidad Católica 0:1 i 2:2 1 12.06 2002 0:1 Carlos Verdugo 7 2 15.06 2002 1:0 Hugo Droguett 42, 1:1 Arturo Norambuena 46, 2:1 Juan Quiroga 59k, 2:2 Milovan Mirosevic 85 |
| Cobreloa - CSD Colo-Colo 2:5 i 2:2 1 12.06 2002 0:1 Luis Ignacio Quinteros 39, 1:1 Osvaldo Francisco Canobbio 45, 1:2 Luis Ignacio Quinteros 46, 1:3 Sebastián Ignacio González 72, 2:3 Pablo Andrés Abdala 74, 2:4 Sebastián Ignacio González 85, 2:5 Francisco Huiaquipán 93 2 16.06 2002 1:0 Fernando Cornejo 25, 2:0 Osvaldo Francisco Canobbio 52k, 2:1 Sebastián Ignacio González 57, 2:2 Sebastián Ignacio González 65 |
| Santiago Wanderers - Club Universidad de Chile 3:3 i 1:2 1 13.06 2002 1:0 Silvio Fernández 19, 1:1 César Henríquez 47, 1:2 Darío Gabriel Cabrol 56k, 1:3 Mauricio Pinilla 58, 2:3 Jaime Eduardo Riveros 69, 3:3 Luis Chavarría 76s 2 16.06 2002 1:0 Jaime Eduardo Riveros 36, 1:1 Gamadiel Adrián García 87, 1:2 Mauricio Pinilla 90                                                                                          |

### 1/2 finału
| CSD Rangers - CSD Colo-Colo 2:1 i 2:2 1a 19.06 2002 1:0 Rubén Vallejos 14 (mecz przerwany w 45 minucie z powodu mgły) 1b 20.06 2002 2:0 Luis Díaz 49, 2:1 Sebastián Ignacio González 79 (dokończenie pozostałych 45 minut meczu) 2 22.06 2002 0:1 Francisco Huaiquipán 12, 1:1 Luis Díaz 1, 2:1 Mauricio Risso 65, 2:2 Sebastián Ignacio González 94 |
| Club Universidad de Chile - CD Universidad Católica 3:3 i 1:2 1 20.06 2002 0:1 Miguel Ramírez 13k, 1:1 Luis Enrique Rueda 30, 2:1 Luis Enrique Rueda 50, 3:1 Darío Gabriel Cabrol 58k, 3:2 Iván César Gabrich 76, 3:3 Patricio Ormazábal 87 2 23.06 2002 0:1 Jorge Luis Campos 6, 1:1 Pedro González 45, 1:2 Jorge Luis Campos 87                    |

### Finał
| CSD Rangers - CD Universidad Católica 1:1 i 0:4 |
| 26 czerwca 2002 Talca Estadio Fiscal de Talca (14 000) CSD Rangers - CD Universidad Católica 1:1 (0:0) Sędzia: Guido Aros Bramki: 0:1 Daniel Pérez 57, 1:1 Mauricio Risso 90 Żółte kartki: - / Milovan Mirosevic, Jorge Acuña CSD Rangers (trener Óscar del Solar): Nicolás Peric - Gustavo Adrián Semino, Gonzalo Favre, Marcos González, Darwin Pérez, Boris Igor González, Juan Beltrand (63 Mauricio Risso), Marcio dos Santos (55 Fabián Ibarra), Matías Guerrero, Rubén Vallejos, Luis Díaz CD Universidad Católica (trener Juvenal Olmos): Jonny Walker - Cristián Andrés Álvarez, Pablo Javier Lenci, Miguel Ramírez, Jorge Acuña - Eduardo Daniel Arancibia (52 Milovan Mirosevic), Mauricio Segovia, Patricio Ormazábal, Jorge Luis Campos (76 Rodrigo Barrera) - Iván César Gabrich (46 Daniel Pérez), Arturo Norambuena |
| 30 czerwca 2002 Santiago Estadio San Carlos de Apoquindo (18 000) CD Universidad Católica - CSD Rangers 4:0 (1:0) Sędzia: Carlos Chandía Bramki: 1:0 Arturo Norambuena 45, 2:0 Arturo Norambuena 46, 3:0 Daniel Pérez 62, 4:0 Milovan Mirosevic 73 Żółte kartki: Arturo Norambuena, Daniel Pérez / Boris Igor González, Manuel Avendaño, Luis Francisco Guajardo, Mauricio Risso CD Universidad Católica (trener Juvenal Olmos): Jonny Walker - Cristián Andrés Álvarez, Pablo Javier Lenci, Miguel Ramírez - Patricio Ormazábal (76 Rodrigo Barrera), Mauricio Segovia, Jorge Acuña (64 Eduardo Daniel Arancibia), Jorge Luis Campos - Milovan Mirosevic - Daniel Pérez (77 Iván César Gabrich), Arturo Norambuena CSD Rangers (trener Óscar del Solar): Nicolás Peric - Darwin Pérez, Gustavo Adrián Semino, Gonzalo Favre, Marcos González, Manuel Avendaño (46 Marcio dos Santos) - Boris Igor González (61 Luis Francisco Guajardo), Juan Beltrand, Matías Guerrero - Mauricio Risso, Luis Díaz (52 Rubén Vallejos) |

Mistrzem Chile turnieju Apertura w roku 2002 został klub CD Universidad Católica, natomiast wicemistrzem Chile - klub CSD Rangers. Tytuł mistrza zapewnił drużynie Universidad Católica udział w Copa Libertadores 2003.

### Klasyfikacja strzelców bramek Apertura 2002
| Gole | Piłkarz                    | Klub                      |
| ---- | -------------------------- | ------------------------- |
| 18   | Sebastián Ignacio González | CSD Colo-Colo             |
| 14   | Luis Ignacio Quinteros     | CSD Colo-Colo             |
| 14   | Arturo Norambuena          | CD Universidad Católica   |
| 12   | Juan Quiroga               | Temuco                    |
| 12   | Luis Enrique Rueda         | Club Universidad de Chile |
| 11   | Osvaldo Francisco Canobbio | Cobreloa                  |
| 11   | Joel Antonio Soto          | Santiago Wanderers        |
| 10   | Luis Díaz                  | CSD Rangers               |

## Liguilla Pre-Copa Sudamericana
Rozgrywano po jednym meczu.

### Pierwsza runda
| Audax Italiano - Santiago Morning 0:1 (0:0) 14.08 2002 0:1 Juan Claudio González 63 |
| Cobreloa - CD Cobresal 3:0 (0:0) 14.08 2002 1:0 José Luis Díaz 76, 2:0 Pascual de Gregorio 78, 3:0 Pascual de Gregorio 90                                                                                                   |
| Unión San Felipe - Temuco 5:0 (3:0) 14.08 2002 1:0 Fabián Muñoz 15, 2:0 Fabián Muñoz 20, 3:0 Fabián Muñoz 35, 4:0 Fabián Muñoz 64, 5:0 Fabián Muñoz 90                                                                      |
| CD Universidad Católica - Unión Española 4:2 (1:1, 1:0) 14.08 2002 1:0 Jorge Luis Campos 41, 1:1 Fernando Vergara 60, 2:1 Arturo Norambuena 100, 3:1 Arturo Norambuena 112, 4:1 Mauricio Segovia 115, 4:2 Moisés Avila 120k |
| CSD Colo-Colo - Coquimbo Unido 1:2 (0:2) 15.08 2002 0:1 Andrés Bayas 38, 0:2 Jorge Guzmán 41, 1:2 David Andrés Henríquez 57                                                                                                 |
| Santiago Wanderers - CD Palestino 2:1 (1:0) 15.08 2002 1:0 Jaime Eduardo Riveros 45, 2:0 Joel Antonio Soto 47, 2:1 Óscar Díaz 70k                                                                                           |
| Concepción - Club Universidad de Chile 2:2 (2:2, 1:1), karne 5:4 15.08 2002 0:1 Marcelo Enrique Corrales 35, 1:1 Fernando Rodríguez 45, 1:2 Marcelo Enrique Corrales 82, 2:2 Jorge Torres 89                                |
| CSD Rangers - CD Huachipato 3:2 (0:0) 15.08 2002 0:1 Denis Montecinos 65, 1:1 Mauricio Risso 70, 1:2 Héctor Mansilla 78, 2:2 Gonzalo Favre 80, 3:2 Luis Francisco Guajardo 90                                               |

### Druga runda
| Coquimbo Unido - Santiago Morning 2:0 (1:0) 19.08 2002 1:0 Jorge Guzman 22, 2:0 Axel Ahumada 85                                 |
| Concepción - Santiago Wanderers 0:1 (0:0) 20.08 2002 0:1 Fernando Patricio Martel 87                                            |
| Cobreloa - CSD Rangers 3:0 (0:0, 0:0) 20.08 2002 1:0 Francisco Gómez 95, 2:0 Juan Carlos Madrid 97, 3:0 Pascual de Gregorio 113 |
| CD Universidad Católica - Unión San Felipe 1:0 (0:0) 20.08 2002 1:0 Mauricio Segovia 73                                         |

### Finały
| Coquimbo Unido - Santiago Wanderers 1:4 (1:1, 1:0) 28.08 2002 1:0 Ricardo Olivares 1, 1:1 Arturo Sanhueza 80, 1:2 Silvio Fernández 103, 1:3 Jaime Eduardo Riveros 111, 1:4 Silvio Fernández 116 |
| CD Universidad Católica - Cobreloa 2:3 (1:0) 28.08 2002 1:0 Iván César Gabrich 9, 1:1 Luis Alberto Fuentes 49, 1:2 Juan Carlos Madrid 71, 1:3 Mauricio Dinamarca 88, 2:3 Iván César Gabrich 89  |

Do turnieju Copa Sudamericana 2002 zakwalifikowały się dwa kluby: Cobreloa i Santiago Wanderers.

## Torneo Clausura 2002

### Clausura 1
| Data            | Mecz |
| --------------- | --- |
| 3 sierpnia 2002 | CD Palestino - Cobreloa 1:3 Adrián Alejandro Rojas 6 - Pascual de Gregorio 25, Juan Carlos Madrid 52, Rodrigo David Meléndez 83 |
| 3 sierpnia 2002 | Club Universidad de Chile - CSD Rangers 4:0 Luis Enrique Rueda 8, 14, Pedro González 16, Mauricio Pinilla 71                    |
| 3 sierpnia 2002 | Coquimbo Unido - CSD Colo-Colo 0:1 David Andrés Henríquez 84                                                                    |
| 4 sierpnia 2002 | Temuco - Audax Italiano 1:2 Juan Quiroga 88k - Salvador Cabañas 6, 42                                                           |
| 4 sierpnia 2002 | CD Huachipato - Unión San Felipe 3:0 Sergio Alejandro Gioino 10, 40, Cristián Eduardo Reynero 81                                |
| 4 sierpnia 2002 | CD Cobresal - Santiago Morning 1:1 Carlos Arturo Cáceres 55 - Bruno Pesce 61                                                    |
| 4 sierpnia 2002 | Unión Española - Santiago Wanderers 2:0 Juan Pablo Úbeda 33, Germán Tagle 75                                                    |
| 4 sierpnia 2002 | CD Universidad Católica - Concepción 2:1 Iván César Gabrich 39, Miguel Ramírez 86k - Jorge Torres 10                            |

### Clausura 2
| Data             | Mecz                                                                                               |
| ---------------- | -------------------------------------------------------------------------------------------------- |
| 10 sierpnia 2002 | Audax Italiano - Cobreloa 1:2 Mauricio Cataldo 4 - Fernando Cornejo 40k, Pascual de Gregorio 71    |
| 10 sierpnia 2002 | Unión San Felipe - Club Universidad de Chile 1:1 Francis Ferrero 40 - Mauricio Alejandro Donoso 76 |
| 10 sierpnia 2002 | Concepción - CD Palestino 1:1 Jorge Torres 36k - Marcelo Caro 15                                   |
| 11 sierpnia 2002 | Santiago Wanderers - Coquimbo Unido 2:1 Silvio Fernández 58, 66 - Gustavo Medina 43                |
| 11 sierpnia 2002 | CSD Colo-Colo - CD Universidad Católica 1:1 Francisco Huaiquipán 34 - Arturo Norambuena 83         |
| 11 sierpnia 2002 | CSD Rangers - CD Cobresal 1:2 Mauricio Risso 11 - Carlos Arturo Cáceres 21k, 46                    |
| 11 sierpnia 2002 | Temuco - CD Huachipato 0:3 Luis Peña 36, Sergio Alejandro Gioino 44, 89                            |
| 11 sierpnia 2002 | Santiago Morning - Unión Española 1:1 Juan Claudio González 29 - Juan Pablo Úbeda 79               |

### Clausura 3
| Data             | Mecz |
| ---------------- | --- |
| 17 sierpnia 2002 | Unión Española - CSD Rangers 2:0 Marcelo Vega 22, José Luis Sánchez 83k                                                                  |
| 17 sierpnia 2002 | CD Palestino - CSD Colo-Colo 0:0 |
| 18 sierpnia 2002 | Club Universidad de Chile - Temuco 1:2 Pedro González 55 - Richard Olivares 65, Juan Quiroga 93k                                         |
| 18 sierpnia 2002 | CD Universidad Católica - Santiago Wanderers 2:2 Manuel Valencia 45s, Arturo Norambuena 75k - Joel Antonio Soto 31, Silvio Fernández 71  |
| 18 sierpnia 2002 | CD Huachipato - Audax Italiano 1:1 Luis Ceballos 19k - Mauro Donoso 4                                                                    |
| 18 sierpnia 2002 | Cobreloa - Concepción 1:0 Fernando Cornejo 86                                                                                            |
| 18 sierpnia 2002 | CD Cobresal - Unión San Felipe 3:2 Manuel Abréu 25, Cristián Céspedes 75, Carlos Arturo Cáceres 84k - Omar Fuentes 5, Francis Ferrero 43 |
| 18 sierpnia 2002 | Coquimbo Unido - Santiago Morning 2:1 Juan Claudio González 33s, Carlos Gajardo 59 - Patricio Leyton 23                                  |

### Clausura 4
| Data                | Mecz |
| ------------------- | --- |
| 24 sierpnia 2002    | CD Huachipato - Club Universidad de Chile 1:2 Luis Ceballos 69k - Pedro González 23k, 65                                              |
| 24 sierpnia 2002    | Santiago Wanderers - CD Palestino 3:1 Fernando Patricio Martel 59, Joel Antonio Soto 62, Silvio Fernández 82k - Juan José Ossandón 90 |
| 24 sierpnia 2002    | Unión San Felipe - Unión Española 2:1 Jorge Luis Gómez 81, Francis Ferrero 90k - Marco Antonio Villaseca 73                           |
| 25 sierpnia 2002    | CSD Colo-Colo - Cobreloa 1:2 Marcelo Fabián Espina 64k - Fernando Cornejo 45k, Osvaldo Francisco Canobbio 75                          |
| 25 sierpnia 2002    | Temuco - CD Cobresal 1:2 Juan Quiroga 41k - José Contreras 69, Manuel Abréu 75                                                        |
| 25 sierpnia 2002    | Audax Italiano - Concepción 2:2 Salvador Cabañas 68, Alejandro Ulises Carrasco 89 - Danny Aranda 18, Jorge Torres 51                  |
| 25 sierpnia 2002    | Santiago Morning - CD Universidad Católica 1:2 Jorge Acuña 92s - Milovan Mirosevic 6, Carlos Verdugo 48                               |
| 9 października 2002 | CSD Rangers - Coquimbo Unido 1:1 Luis Díaz 48 - Gustavo Medina 74                                                                     |

### Clausura 5
| Data                 | Mecz |
| -------------------- | --- |
| 14 września 2002     | Unión Española - Temuco 2:1 Ignacio Parra 21, Abrigo 50 - Manuel Avendaño 87k                                                                             |
| 14 września 2002     | CD Palestino - Santiago Morning 0:2 Ríos 56, 69 |
| 14 września 2002     | Concepción - CSD Colo-Colo mecz przełożono, gdyż drużyna CSD Colo-Colo przyleciała zbyt późno - ostatecznie rozegrany został 31 października              |
| 15 września 2002     | Club Universidad de Chile - Audax Italiano 2:2 Jiménez 87, Rojas 90 - Conejeros 35, 58                                                                    |
| 15 września 2002     | CD Cobresal - CD Huachipato 2:2 Villegas 2, Gaete 56k - Novoa 6, Palma 54                                                                                 |
| 15 września 2002     | Coquimbo Unido - Unión San Felipe 2:0 Brito 48, Aguilera 83                                                                                               |
| 15 września 2002     | CD Universidad Católica - CSD Rangers 3:0 Rocha 49, Cortés 58, Reveco 70                                                                                  |
| 15 września 2002     | Cobreloa - Santiago Wanderers 2:0 Cortés 44, Martínez 64                                                                                                  |
| 31 października 2002 | Concepción - CSD Colo-Colo 2:4 Jorge Torres 4, Rodrigo Sanhueza 61 - Raúl Andrés Muñoz 1, Manuel Neira 25, Luis Arturo Mena 44, Luis Ignacio Quinteros 75 |

### Clausura 6
| Data             | Mecz |
| ---------------- | --- |
| 21 września 2002 | Audax Italiano - CSD Colo-Colo 1:2 Felipe González 30 - Luis Ignacio Quinteros 39, Manuel Neira 68                         |
| 21 września 2002 | Unión San Felipe - CD Universidad Católica 1:2 Richard González 90 - Arturo Norambuena 60, Jorge Luis Campos 62            |
| 22 września 2002 | CD Huachipato - Unión Española 1:3 Sergio Alejandro Gioino 62 - Marcelo Vega 6, 75, Juan Pablo Úbeda 44                    |
| 22 września 2002 | Temuco - Coquimbo Unido 1:1 Iván Marcelo Álvarez 25 - Axel Ahumada 81                                                      |
| 22 września 2002 | CSD Rangers - CD Palestino 3:2 Eladio Rojas Reyes 8, Fabián Ibarra 36, Gustavo Adrián Semino 80 - Mario Núñez 28, 62       |
| 22 września 2002 | Santiago Wanderers - Concepción 2:2 Silvio Fernández 42, Joel Antonio Soto 83 - Dany Aranda 12, Aland Rivera 69k           |
| 22 września 2002 | Santiago Morning - Cobreloa 0:4 Osvaldo Francisco Canobbio 12, José Luis Díaz 15, Mauricio Dinamarca 61, Rubén Castillo 87 |
| 22 września 2002 | Club Universidad de Chile - CD Cobresal 1:1 Luis Enrique Rueda 37 - Carlos Arturo Cáceres 80                               |

### Clausura 7
| Data             | Mecz |
| ---------------- | --- |
| 28 września 2002 | CD Palestino - Unión San Felipe 0:2 Fabián Muñoz 37, 67                                                                                              |
| 28 września 2002 | CD Universidad Católica - Temuco 5:1 Iván César Gabrich 9, 70, José Ramón González 34s, Miguel Ramírez 37, Milovan Mirosevic 55; Richard Olivares 67 |
| 29 września 2002 | Unión Española - Club Universidad de Chile 0:1 Luis Enrique Rueda 35                                                                                 |
| 29 września 2002 | Cobreloa - CSD Rangers 4:0 Luis Alberto Fuentes 34, José Luis Díaz 81, Pascual de Gregorio 88, 90                                                    |
| 29 września 2002 | CD Cobresal - Audax Italiano 1:0 Carlos Arturo Cáceres 66k                                                                                           |
| 29 września 2002 | Coquimbo Unido - CD Huachipato 1:0 Gustavo Medina 42                                                                                                 |
| 29 września 2002 | Concepción - Santiago Morning 1:0 Johnatan Cisternas 70                                                                                              |
| 29 września 2002 | CSD Colo-Colo - Santiago Wanderers 0:2 Joel Antonio Soto 61, Fernando Patricio Martel 74                                                             |

### Clausura 8
| Data                | Mecz |
| ------------------- | --- |
| 5 października 2002 | Temuco - CD Palestino 1:1 Richard Olivares 77 - Roberto Kettlún 44                                                                             |
| 5 października 2002 | Unión San Felipe - Cobreloa 3:1 Miguel Romero 52, Francis Ferrero 55k, Paolo Vivar 79 - Fernando Cornejo 19                                    |
| 5 października 2002 | Santiago Morning - CSD Colo-Colo 1:5 Maximiliano Zanello 71 - Manuel Neira 33, 56, 65, Rodolfo Alejandro Madrid 54, Luis Ignacio Quinteros 90k |
| 5 października 2002 | CSD Rangers - Concepción 1:2 Gonzalo Fabre 83 - Esteban Eduardo González 13, Fernando Rodríguez 48                                             |
| 5 października 2002 | Audax Italiano - Santiago Wanderers 1:1 Daniel López 2 - Silvio Fernández 67                                                                   |
| 6 października 2002 | Club Universidad de Chile - Coquimbo Unido 1:0 César Henríquez 14                                                                              |
| 6 października 2002 | CD Huachipato - CD Universidad Católica 3:1 Federico Alejandro Bongioanni 5, 64, Sergio Alejandro Gioino 52 - Milovan Mirosevic 46             |
| 6 października 2002 | CD Cobresal - Unión Española 3:2 Rodrigo Riep 54, Jorge Baeza 59, Manuel Abréu 70 - José Luis Jerez 40, Juan Pablo Úbeda 50k                   |

### Clausura 9
| Data                 | Mecz |
| -------------------- | --- |
| 11 października 2002 | Concepción - Unión San Felipe 0:2 Miguel Romero 65, Francis Ferrero 90 |
| 12 października 2002 | Cobreloa - Temuco 7:1 José Luis Díaz 5, 85, Juan Carlos Madrid 15, Osvaldo Francisco Canobbio 44k, Fernando Cornejo 55k, Luis Alberto Fuentes 57, Mauricio Dinamarca 79 - Rubén Darío Ferrer 7 |
| 12 października 2002 | CD Palestino - CD Huachipato 1:1 Esteban Andrés Valencia 49 - Sergio Alejandro Gioino 60 |
| 12 października 2002 | Santiago Wanderers - Santiago Morning 2:0 Jorge Andrés Ormeño 63, Silvio Fernández 90 |
| 12 października 2002 | CD Universidad Católica - Club Universidad de Chile 1:1 Patricio Ormazábal 35 - Pedro González 13                                                                                              |
| 13 października 2002 | Unión Española - Audax Italiano 2:0 Juan Pablo Toro 61, Moises Avila 80k |
| 13 października 2002 | Coquimbo Unido - CD Cobresal 0:0 |
| 13 października 2002 | CSD Colo-Colo - CSD Rangers 3:1 Marcelo Fabián Espina 37, Manuel Neira 90, Francisco Huaiquipan 93 - Luis Francisco Guajardo 73                                                                |

### Clausura 10
| Data                 | Mecz |
| -------------------- | --- |
| 19 października 2002 | Unión Española - Coquimbo Unido 3:0 Moises Avila 16, 54, Marco Antonio Villaseca 30                                                        |
| 19 października 2002 | CD Cobresal - CD Universidad Católica 1:3 Manuel López 15 - Daniel Pérez 1, 30, 56                                                         |
| 20 października 2002 | Unión San Felipe - CSD Colo-Colo 2:0 Paolo Vivar 10, Fabian Muñoz 83 mecz zakończony został w 88 minucie z powodu zamieszek na trybunach   |
| 20 października 2002 | Audax Italiano - Santiago Morning 2:1 Salvador Cabañas 2k, 74k - Gonzalo Villagra 13k                                                      |
| 20 października 2002 | CSD Rangers - Santiago Wanderers 1:1 Rubén Vallejos 58 - Joel Antonio Soto 55                                                              |
| 20 października 2002 | Temuco - Concepción 1:2 Héctor Suazo 53 - Fernando Rodríguez 47, Jonathan Cisternas 84                                                     |
| 20 października 2002 | CD Huachipato - Cobreloa 1:1 Federico Alejandro Bongioanni 78 - Rodrigo Antonio Pérez 90                                                   |
| 20 października 2002 | Club Universidad de Chile - CD Palestino 3:1 Pedro González 45, Darío Gabriel Cabrol 52k, César Henríquez 73 - Esteban Andrés Valencia 90k |

### Clausura 11
| Data                 | Mecz |
| -------------------- | --- |
| 26 października 2002 | Santiago Wanderers - Unión San Felipe 1:0 Silvio Fernández 2k                                                  |
| 26 października 2002 | CD Palestino - CD Cobresal 2:0 Esteban Andrés Valencia 18, Roberto Castillo 79                                 |
| 26 października 2002 | CSD Colo-Colo - Temuco 1:1 Luis Ignacio Quinteros 48 - Juan Quiroga 73k                                        |
| 26 października 2002 | Coquimbo Unido - Audax Italiano 0:0                                                                            |
| 27 października 2002 | Cobreloa - Club Universidad de Chile 1:1 Pascual de Gregorio 92 - Mauricio Alejandro Donoso 29                 |
| 27 października 2002 | Santiago Morning - CSD Rangers 2:0 Patricio González 30, 42                                                    |
| 27 października 2002 | CD Universidad Católica - Unión Española 1:1 Miguel Ramírez 73 - Moises Avila 75k                              |
| 27 października 2002 | Concepción - CD Huachipato 1:2 Daniel Campos 70 - Federico Alejandro Bongioanni 32, Sergio Alejandro Gioino 51 |

### Clausura 12
| Data             | Mecz |
| ---------------- | --- |
| 2 listopada 2002 | Unión Española - CD Palestino 1:1 Víctor Fuentes 50 - Esteban Andrés Valencia 33                         |
| 2 listopada 2002 | Temuco - Santiago Wanderers 0:2 Héctor Robles 34, Joel Antonio Soto 85                                   |
| 2 listopada 2002 | Club Universidad de Chile - Concepción 2:1 Pedro González 35, Rafael Andrés Olarra 41 - Jorge Torres 90k |
| 2 listopada 2002 | Unión San Felipe - Santiago Morning 1:1 Francis Ferrero 50 - Bruno Pesce 56                              |
| 3 listopada 2002 | CD Huachipato - CSD Colo-Colo 0:0                                                                        |
| 3 listopada 2002 | CD Cobresal - Cobreloa 1:1 Carlos Arturo Cáceres 64 - Cristián Alejandro Gómez 52                        |
| 3 listopada 2002 | Audax Italiano - CSD Rangers 1:1 Néstor Contreras 3 - Gustavo Adrián Semino 92k                          |
| 3 listopada 2002 | Coquimbo Unido - CD Universidad Católica 1:1 Julio Guzmán 13 - Pedro Jaque 89s                           |

### Clausura 13
| Data              | Mecz |
| ----------------- | --- |
| 9 listopada 2002  | Santiago Wanderers - CD Huachipato 2:1 Joel Antonio Soto 37, 64 - Sergio Alejandro Gioino 75                                            |
| 9 listopada 2002  | CD Palestino - Coquimbo Unido 0:0 |
| 9 listopada 2002  | CD Universidad Católica - Audax Italiano 2:3 Milovan Mirosevic 11, Iván César Gabrich 41 - Salvador Cabañas 39, 90, Mauricio Cataldo 52 |
| 9 listopada 2002  | Concepción - CD Cobresal 1:1 Jorge Torres 34 - Pedro Rivera 68                                                                          |
| 10 listopada 2002 | CSD Colo-Colo - Club Universidad de Chile 0:0                                                                                           |
| 10 listopada 2002 | Santiago Morning - Temuco 0:0 |
| 10 listopada 2002 | CSD Rangers - Unión San Felipe 1:1 Eladio Rojas Reyes 75 - Francis Ferrero 12                                                           |
| 10 listopada 2002 | Cobreloa - Unión Española 1:0 José Luis Díaz 11k                                                                                        |

### Clausura 14
| Data              | Mecz |
| ----------------- | --- |
| 16 listopada 2002 | CD Universidad Católica - CD Palestino 2:0 Milovan Mirosevic 18, Albert Alejandro Acevedo 67                                                                                 |
| 16 listopada 2002 | CD Cobresal - CSD Colo-Colo 2:1 Jorge Baeza 42, Carlos Arturo Cáceres 76k - Gonzalo Antonio Fierro 56                                                                        |
| 16 listopada 2002 | Coquimbo Unido - Cobreloa 0:0 |
| 17 listopada 2002 | Unión Española - Concepción 4:3 Juan Pablo Toro 25, Moisés Avila 30k, Marcelo Vega 59, José Luis Sánchez 76 - Fernando Rodríguez 23, Jorge Torres 60k, Jonathan Cisternas 73 |
| 17 listopada 2002 | Audax Italiano - Unión San Felipe 2:1 Néstor Contreras 14, Salvador Cabañas 78 - Cristián Leiva 17                                                                           |
| 17 listopada 2002 | Temuco - CSD Rangers 0:0 |
| 17 listopada 2002 | CD Huachipato - Santiago Morning 3:0 Luis Ceballos 9, Sergio Alejandro Gioino 82, Lucas Palma 90                                                                             |
| 17 listopada 2002 | Club Universidad de Chile - Santiago Wanderers 2:1 Darío Gabriel Cabrol 12, 63 - Silvio Fernández 54                                                                         |

### Clausura 15
| Data              | Mecz |
| ----------------- | --- |
| 23 listopada 2002 | Cobreloa - CD Universidad Católica 3:0 Patricio Sebastián Galaz 4, 80, Pascual de Gregorio 24                                |
| 23 listopada 2002 | CSD Colo-Colo - Unión Española 2:0 Francisco Huaiquipán 23, Manuel Neira 52                                                  |
| 23 listopada 2002 | Santiago Wanderers - CD Cobresal 2:3 Silvio Fernández 22, Emiliano Manuel Romay 82 - Pedro Rivera 30k, Patricio Reyes 47, 69 |
| 23 listopada 2002 | Unión San Felipe - Temuco 3:2 Cristián Leiva 15, Paolo Vivar 34, Fabián Muñoz 87 - Héctor Suazo 44, Iván Marcelo Álvarez 60  |
| 24 listopada 2002 | Concepción - Coquimbo Unido 1:1 Jorge Torres 28k - Gustavo Medina 80k                                                        |
| 24 listopada 2002 | CD Palestino - Audax Italiano 3:1 Roberto Castillo 17, Rodrigo Ríos 28, Mario Núñez 69 - Cristián Febre 38                   |
| 24 listopada 2002 | CSD Rangers - CD Huachipato 3:0 Luis Díaz 39, 41, Darwin Pérez 86                                                            |
| 24 listopada 2002 | Santiago Morning - Club Universidad de Chile 0:2 César Henríquez 5, Luis Enrique Rueda 75                                    |

### Tabele końcowe turnieju Clausura 2002
Choć wszystkie kluby pierwszej ligi grały ze sobą każdy z każdym, to o mistrzostwie nie decydowała ogólna tabela. Kluby zostały wcześniej podzielone na 4 grupy. O awansie do następnej rundy decydowało najpierw miejsce w grupie, a dopiero potem dorobek punktowo-bramkowy. Do następnej rundy awansowało 12 klubów - po 3 najlepsze w każdej grupie.

#### Grupa A
| Poz | Klub          | Mecze | Zw | Rem | Por | Pkt | BrZd | BrStr |
| --- | ------------- | ----- | -- | --- | --- | --- | ---- | ----- |
| 1   | CSD Colo-Colo | 15    | 6  | 5   | 4   | 23  | 21   | 15    |
| 2   | CD Huachipato | 15    | 5  | 5   | 5   | 20  | 22   | 18    |
| 3   | Concepción    | 15    | 3  | 5   | 7   | 14  | 20   | 26    |
| 4   | Temuco        | 15    | 1  | 5   | 9   | 8   | 13   | 32    |

#### Grupa B
| Poz | Klub                    | Mecze | Zw | Rem | Por | Pkt | BrZd | BrStr |
| --- | ----------------------- | ----- | -- | --- | --- | --- | ---- | ----- |
| 1   | Cobreloa                | 15    | 10 | 4   | 1   | 34  | 33   | 10    |
| 2   | CD Cobresal             | 15    | 7  | 6   | 2   | 27  | 23   | 20    |
| 3   | CD Universidad Católica | 15    | 7  | 5   | 3   | 26  | 28   | 20    |
| 4   | Audax Italiano          | 15    | 4  | 6   | 5   | 18  | 19   | 22    |

#### Grupa C
| Poz | Klub             | Mecze | Zw | Rem | Por | Pkt | BrZd | BrStr |
| --- | ---------------- | ----- | -- | --- | --- | --- | ---- | ----- |
| 1   | Coquimbo Unido   | 15    | 3  | 8   | 4   | 17  | 10   | 12    |
| 2   | CD Palestino     | 15    | 2  | 6   | 7   | 12  | 14   | 23    |
| 3   | CSD Rangers      | 15    | 2  | 5   | 8   | 11  | 13   | 28    |
| 4   | Santiago Morning | 15    | 2  | 4   | 9   | 10  | 11   | 26    |

#### Grupa D
| Poz | Klub                      | Mecze | Zw | Rem | Por | Pkt | BrZd | BrStr |
| --- | ------------------------- | ----- | -- | --- | --- | --- | ---- | ----- |
| 1   | Club Universidad de Chile | 15    | 8  | 6   | 1   | 30  | 24   | 12    |
| 2   | Santiago Wanderers        | 15    | 7  | 4   | 4   | 25  | 23   | 18    |
| 3   | Unión Española            | 15    | 7  | 3   | 5   | 24  | 24   | 17    |
| 4   | Unión San Felipe          | 15    | 6  | 3   | 6   | 21  | 21   | 20    |

### 1/8 finału
O awansie decydowała różnica punktów, a nie bramek, dlatego wobec równej liczby punktów w dwumeczu zarządzana była dogrywka (grana do pierwszej bramki), która decydowała o awansie. Jeśli w dogrywce obie drużyny uzyskały taką samą ilość bramek, o awansie decydowały rzuty karne.
| CSD Colo-Colo - Unión Española 3:2 i 0:0 1 26.11 2002 0:1 Juan Pablo Úbeda 7, 0:2 Moisés Avila 38k, 1:2 Marcelo Fabián Espina 53k, 2:2 Manuel Neira 80, 3:1 Manuel Neira 84 2 01.12 2002 0:0 |
| Coquimbo Unido - CD Universidad Católica 0:0 i 0:2 1 27.11 2002 0:0 2 30.11 2002 0:1 Arturo Norambuena 30, 0:2 Jaime González 39 |
| CD Huachipato - Santiago Wanderers 4:0 i 0:4, dogrywka: 0:1 1 27.11 2002 1:0 Luis Medina 15, 2:0 Sergio Alejandro Gioino 39, 3:0 Federico Alejandro Bongioanni 42, 4:0 Sergio Alejandro Gioino 84 2 30.11 2002 0:1 Mauricio Rojas 53, 0:2 Silvio Fernández 58, 0:3 Emiliano Manuel Romay 67, 0:4 Moisés Villarroel 83 3 dogrywka 0:1 Silvio Fernández 111k                                             |
| CSD Rangers - Cobreloa 1:2 i 2:3 1 27.11 2002 0:1 Mauricio Dinamarca 31k, 1:1 Rubén Vallejos 46, 1:2 Mauricio Dinamarca 65 2 01.12 2002 0:1 José Luis Díaz 6, 1:1 Luis Díaz 6, 1:2 Mauricio Dinamarca 45, 1:3 José Luis Díaz 62, 2:3 Richard Cáceres 80 |
| Concepción - CD Cobresal 5:1 i 1:3, dogrywka: 0:1 1 27.11 2002 1:0 Rodrigo Sanhueza 3, 1:1 Jorge Baeza 20, 2:1 Jorge Torres 27, 3:1 Jorge Torres 32k, 4:1 Jonathan Cisternas 34, 5:1 Jonathan Cisternas 39 2 01.12 2002 1:0 Fernando Rodríguez 9, 1:1 Jorge Baeza 40, 2:1 Carlos Arturo Cáceres 71, 3:1 Carlos Arturo Cáceres 76 3 dogrywka 0:1 Jorge Baeza 97                                         |
| CD Palestino - Club Universidad de Chile 3:4 i 2:4 1 28.11 2002 1:0 Mario Núñez 7, 1:1 Luis Enrique Rueda 26, 2:1 Mario Núñez 43k, 2:2 Pedro González 63, 3:2 Mario Núñez 72, 3:3 Luis Enrique Rueda 85, 3:4 Rafael Andrés Olarra 88 2 01.12 2002 0:1 César Henríquez 3, 0:2 Pedro González 38k, 1:2 Mario Núñez 53k, 2:2 Mario Núñez 62, 2:3 Rafael Andrés Olarra 65, 2:4 Marcelo Enrique Corrales 90 |

Do ćwierćfinału obok 6 zwycięzców awansowały dwa przegrane kluby z najlepszym dorobkiem punktowo-bramkowym - CD Huachipato i Concepción.

### 1/4 finału
| Santiago Wanderers - CD Universidad Católica 0:4 i 1:2 1 03.12 2002 0:1 Milovan Mirosevic 15, 0:2 Arturo Norambuena 39, 0:3 Arturo Norambuena 55, 0:4 Cristián Andrés Álvarez 90 2 07.12 2002 0:1 Cristián Andrés Álvarez 16, 1:1 Fernando Patricio Martel 46, 1:2 Rodrigo Barrera 49                                |
| Concepción - Cobreloa 0:2 i 1:2 1 04.12 2002 0:1 Luis Alberto Fuentes 12, 0:2 José Luis Díaz 81 2 08.12 2002 0:1 Adán Vergara 12, Patricio Sebastián Galaz 35, 1:2 Jorge Torres 62k |
| CSD Colo-Colo - CD Cobresal 4:1 i 3:1 1 04.12 2002 1:0 Luis Ignacio Quinteros 1, 1:1 Carlos Arturo Cáceres 11, 2:1 Manuel Neira 16, 3:1 Luis Arturo Mena 33, 4:1 Marcelo Fabián Espina 52 2 07.12 2002 1:0 Braulio Antonio Leal 32, 2:0 Gonzalo Antonio Fierro 48, 2:1 Carlos Arturo Cáceres 76, 3:1 Manuel Neira 78 |
| CD Huachipato - Club Universidad de Chile 2:2 i 1:1 1 05.12 2002 0:1 Rafael Andrés Olarra 11, 0:2 Pedro González 31k, 1:2 Sergio Alejandro Gioino 56, 2:2 Baltazar Astorga 61s 2 08.12 2002 0:1 Mauricio Pinilla 86, 1:1 Luis Ceballos 91                                                                            |

### 1/2 finału
| CD Universidad Católica - Club Universidad de Chile 0:0 i 1:0 1 11.12 2002 0:0 2 15.12 2002 1:0 Pedro Reyes 58s                                                                                    |
| CSD Colo-Colo - Cobreloa 2:0 i 2:1 1 12.12 2002 1:0 Luis Ignacio Quinteros 49, 2:0 Francisco Huaiquipan 85 2 15.12 2002 0:1 Fernando Cornejo 2, 1:1 David Andrés Henríquez 72, 2:1 Manuel Neira 75 |

### Finał
| CSD Colo-Colo - CD Universidad Católica 2:0 i 3:2 |
| 18 grudnia 2002 Santiago Estadio Monumental (40 000) CSD Colo-Colo - CD Universidad Católica 2:0 (0:0) Sędzia: Guido Aros Bramki: 1:0 Marcelo Fabián Espina 47, 2:0 Luis Ignacio Quinteros 86 Żółte kartki: Mauricio Risso / Miguel Andrés Ponce Czerwone kartki: - / Miguel Ramírez Club Social y Deportivo Colo-Colo (trener Jaime Augusto Pizarro): Eduardo Eugenio Lobos - Luis Arturo Mena, David Andrés Henríquez, Miguel Ángel Aceval - Marcos Andrés Millape, Braulio Antonio Leal, Raúl Andrés Muñoz, Gonzalo Antonio Fierro (63 Alonso Patricio Zúñiga), Marcelo Fabián Espina (87 Francisco Huaiquipán) - Luis Ignacio Quinteros, Manuel Neira. CD Universidad Católica (trener Juvenal Olmos): Jonny Walker - Jorge Acuña, Pablo Javier Lenci, Miguel Ramírez - Cristián Andrés Álvarez, Patricio Ormazábal, Mauricio Segovia, Miguel Andrés Ponce (81 Iván César Gabrich), Daniel Pérez (24 Carlos Verdugo), Jorge Luis Campos (62 Jaime González) - Arturo Norambuena. |
| 22 grudnia 2002 Santiago Estadio Nacional (45 540) CD Universidad Católica - CSD Colo-Colo 2:3 Sędzia: Carlos Chandía Bramki: 1:0 Pablo Javier Lenci 10, 1:1 Marcelo Fabián Espina 15k, 1:2 Manuel Neira 67, 1:3 Manuel Neira 73, 2:3 Albert Alejandro Acevedo 86 Żółte kartki: Mauricio Segovia, Albert Alejandro Acevedo / Miguel Ángel Aceval Czerwone kartki: Jorge Acuña, Daniel Pérez / - CD Universidad Católica (trener Juvenal Olmos): Jonny Walker - Cristián Andrés Álvarez, Pablo Javier Lenci, Mauricio Segovia - Jorge Acuña, Patricio Ormazábal, Carlos Verdugo (46 Albert Alejandro Acevedo), Miguel Andrés Ponce (61 Iván César Gabrich) - Daniel Pérez, Jorge Luis Campos (46 Milovan Mirosevic), Arturo Norambuena. Club Social y Deportivo Colo-Colo (trener Jaime Augusto Pizarro): Eduardo Eugenio Lobos - Luis Arturo Mena, David Andrés Henríquez, Miguel Ángel Aceval - Marcos Andrés Millape (80 Francisco Huaiquipán), Braulio Antonio Leal, Raúl Andrés Muñoz, Rodolfo Alejandro Madrid (85 Gonzalo Antonio Fierro), Marcelo Fabián Espina - Luis Ignacio Quinteros, Manuel Neira. |

Mistrzem Chile turnieju Clausura w roku 2002 został klub CSD Colo-Colo, natomiast wicemistrzem Chile - klub CD Universidad Católica. Tytuł mistrza zapewnił drużynie CSD Colo-Colo udział w Copa Libertadores 2003.

### Klasyfikacja strzelców bramek Clausura 2002
| Gole | Piłkarz                 | Klub                      |
| ---- | ----------------------- | ------------------------- |
| 14   | Manuel Neira            | CSD Colo-Colo             |
| 13   | Sergio Alejandro Gioino | CD Huachipato             |
| 12   | Silvio Fernández        | Santiago Wanderers        |
| 11   | Carlos Arturo Cáceres   | CD Cobresal               |
| 11   | Jorge Torres            | Concepción                |
| 10   | Pedro González          | Club Universidad de Chile |
| 8    | Salvador Cabañas        | Audax Italiano            |
| 8    | José Luis Díaz          | Cobreloa                  |
| 8    | Mario Núñez             | CD Palestino              |
| 8    | Joel Antonio Soto       | Santiago Wanderers        |

## Liguilla Pre-Copa Libertadores
Do turnieju Copa Libertadores 2003 zapewniły sobie awans dwa kluby - CSD Colo-Colo i CD Universidad Católica. Turniej Liguilla miał wyłonić trzeciego reprezentanta Chile - w tym celu zmierzyły się najlepsze zespoły w fazie ligowej turnieju Apertura (CD Palestino był trzeci za CSD Colo-Colo i Universidad Católica) i turnieju Clausura (Cobreloa).
| CD Palestino - Cobreloa 1:2 i 0:0 1 21.12 2002 0:1 Juan Carlos Madrid 10, 0:2 Juan Carlos Madrid 17, 1:2 Jaime Rubilar 39 2 28.12 2002 0:0 |

Jako trzeci klub chilijski do turnieju Copa Libertadores zakwalifikował się Cobreloa.

## Tabela sumaryczna sezonu 2002
Tabela obejmuje sumaryczny dorobek klubów w turniejach Apertura i Clausura, zebrany w fazach ligowych mistrzostw, gdzie kluby grały ze sobą każdy z każdym.
| Poz | Klub                      | Mecze | Zw | Rem | Por | Pkt | BrZd | BrStr |
| --- | ------------------------- | ----- | -- | --- | --- | --- | ---- | ----- |
| 1   | CD Universidad Católica   | 30    | 15 | 10  | 5   | 55  | 68   | 42    |
| 2   | Club Universidad de Chile | 30    | 15 | 10  | 5   | 55  | 52   | 35    |
| 3   | Cobreloa                  | 30    | 15 | 8   | 7   | 53  | 61   | 37    |
| 4   | CSD Colo-Colo             | 30    | 15 | 8   | 7   | 53  | 50   | 31    |
| 5   | Santiago Wanderers        | 30    | 14 | 8   | 8   | 50  | 47   | 38    |
| 6   | Unión San Felipe          | 30    | 11 | 6   | 13  | 39  | 42   | 44    |
| 7   | Audax Italiano            | 30    | 10 | 9   | 11  | 39  | 37   | 43    |
| 8   | CD Cobresal               | 30    | 10 | 9   | 11  | 39  | 42   | 56    |
| 9   | CD Palestino              | 30    | 8  | 14  | 8   | 38  | 43   | 44    |
| 10  | Unión Española            | 30    | 11 | 5   | 14  | 38  | 41   | 44    |
| 11  | CD Huachipato             | 30    | 9  | 9   | 12  | 36  | 46   | 49    |
| 12  | CSD Rangers               | 30    | 8  | 11  | 11  | 35  | 34   | 43    |
| 13  | Coquimbo Unido            | 30    | 8  | 11  | 11  | 35  | 27   | 38    |
| 14  | Temuco                    | 30    | 7  | 10  | 13  | 31  | 46   | 59    |
| 15  | Concepción                | 30    | 7  | 7   | 16  | 28  | 38   | 54    |
| 16  | Santiago Morning          | 30    | 6  | 7   | 17  | 25  | 34   | 51    |

Do II ligi spadły dwa kluby - Concepción i Santiago Morning. Na ich miejsce awansował mistrz II ligi, Puerto Montt, oraz wicemistrz II ligi, Universidad Concepción.